# Уэст-Берра
Уэст-Бе́рра (англ. West Burra) — остров в архипелаге Шетландских островов, Шотландия.

## География

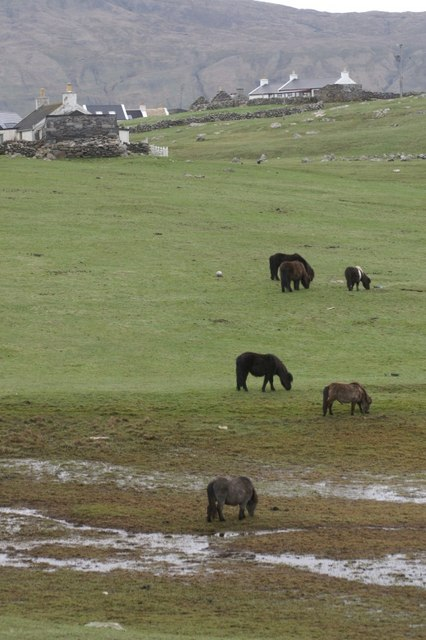
Шетландские пони в районе деревни Пэйпил.

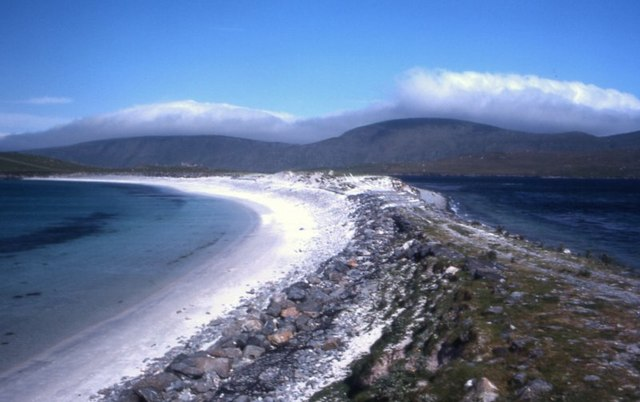
Томболо в южной части острова.

Расположен у юго-западного берега острова Мейнленд в группе островов Скалловей-Айлендс. Ближайшие крупные острова: Оксна и Папа на севере, Трондра на северо-востоке, Ист-Берра на востоке, Саут-Хавра на юге. Окружён множеством мелких островов: Грин-Холм и другими.
Омывается водами Атлантического океана.
Площадь острова — 7,43 квадратных километра. Южная часть острова соединена с остальной частью узким перешейком типа томболо.

## Население
Население острова 776 человек (2011) сосредоточено в северной и центральной части. Населённые пункты: Бридж-Энд и Пэйпил в центральной части острова, Хамнаво в северной.

## Экономика

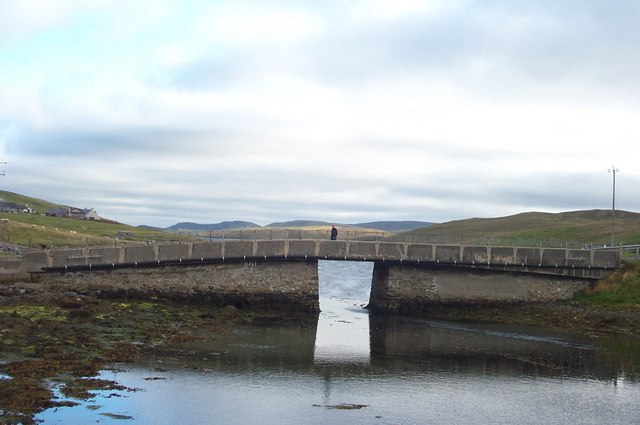
Мост между островами Ист-Берра и Уэст-Берра.

Автодорога «B9074» (Хамнаво — остров Трондра — Скалловей — Винсгарт) через несколько мостов соединяет с центральной частью острова Мейнленд. Острова Ист-Берра и Уэст-Берра соединены мостом в районе деревни Бридж-Энд.

## Достопримечательности

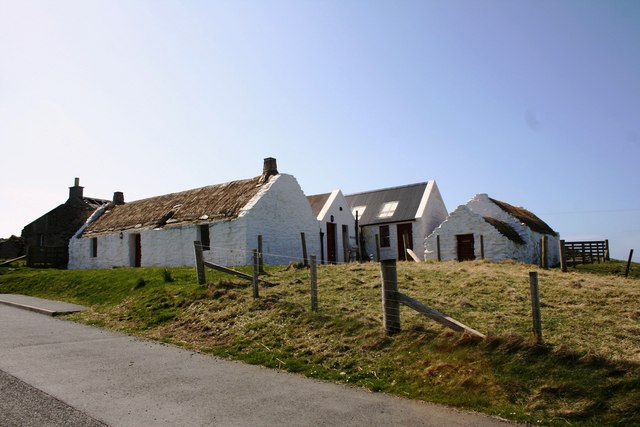
Истхаус-Крофт

- Истхаус-Крофт — комплекс фермерских построек конца XIX — начала XX века южнее деревни Пэйпил. В 1997 году включён в список памятников архитектуры категории «B»[3].
- Бриджэнд-Чёрч — здание действующей церкви, построенное в 1867 году, в 2000 году включено в список памятников архитектуры категории «C»[4][5].

## Другое
В 2007 году художник и писатель Ричард Хорн (псевдоним Хэрри Хорс) и его жена были найдены мёртвыми в бунгало в районе деревни Пэйпил.